# Сикия (дем Ситония)
Вижте пояснителната страница за други значения на Сикия.
Сикия, още Сикя̀ или Шикя (на гръцки: Συκιά), е село в Северна Гърция, разположено на полуостров Ситония. Селото е част от дем Ситония на област Централна Македония и според преброяването от 2001 година има 2353 жители.

## География
Сикия се намира в южния край на полуостров Ситония.

## История

### В Османската империя
Църквата „Свети Атанасий“ е от 1819 година.
В XIX век Сикия е село в каза Касандра на Османската империя. Александър Синве („Les Grecs de l’Empire Ottoman. Etude Statistique et Ethnographique“) в 1878 година пише, че в Сикия (Sikia), Касандрийска епархия, живеят 2000 гърци. Към 1900 година според статистиката на Васил Кънчов („Македония. Етнография и статистика“) в Шикя живеят 1600 жители гърци християни. По данни на секретаря на Българската екзархия Димитър Мишев („La Macédoine et sa Population Chrétienne“) в 1905 година в Шикия (Chikia) има 1590 гърци.

### В Гърция
В 1912 година, по време на Балканската война, в Сикия влизат гръцки части и след Междусъюзническата война в 1913 година остава в Гърция.
| Име           | Име         | Ново име    | Ново име    | Описание                          |
| ------------- | ----------- | ----------- | ----------- | --------------------------------- |
| Рагаза        | Ραγάζα      | Ливадия     | Λιβάδια     | местност на С от Торони           |
| Вигла         | Βίγλα       | Аетофолия   | Άετόφωλιά   | възвишение на Ю от Торони         |
| Каракални     | Καρακαλνή   | Маврокорифи | Μαυροκορυφή | възвишение на З от Торони (297 m) |
| Кара Боя      | Κάρα Μπογιά | Маврохома   | Μαυρόχωμα   | нос на ЮИ от Каламици (Картали)   |
| Картали       | Καρτάλη     | Аетос       | Άετός       | нос на ЮИ от Каламици (Кара Боя)  |
| Буруна        | Μπουρούνα   | Корфес      | Κορφές      | възвишение на ЗЮЗ от Сикия        |
| Оглас         | Ογλάσ       | Врахакия    | Βραχάκια    | възвишение на Ю от Сикия          |
| Дора или Доро | Ντορό       | Дромаки     | Δρομάκι     | местност на ЮЗ от Сикия           |

## Личности
Родени в Сикия
- Анастасиос Цярас (1889 – 1988), гръцки политик
- Кириаки Малама (р. 1961), гръцки политик
- Сократис Маламас (р. 1957), гръцки музикант